# Großer Beil
Großer Beil – szczyt w Alpach Kitzbühelskich, w paśmie Alp Wschodnich. Leży w Austrii w Tyrolu.